# Мане-Кац
Мане-Кац (ім'я при народженні Мань (Маня, Еммануїл) Лейзерович Кац) (*5 (17) червня 1894, Кременчук — пом. 8 вересня 1962, Тель-Авів, за іншими відомостями, Хайфа) — український, французький та ізраїльський живописець і скульптор.

## Біографічні відомості
Мань Кац народився у сім’ї міщанина, який виконував обов'язки шамеса (служки) у кременчузькій синагозі. Отримав традиційну початкову єврейську освіту. Захопившись малюванням, деякий час відвідував художню школу у Вільні. У вересні 1910 року був зарахований до першого класу Київського художнього училища. Під час навчання проявив себе талановитим і старанним вихованцем; через обмежені статки родини Каца київська єврейська громада, на прохання в. о. директора училища Івана Селезньова, надавала хлопцеві матеріальну допомогу. У 1913 році, пройшовши курс трьох класів, залишив училище. За сприяння єврейського громадського діяча Григорія Гуревича юнак поїхав до Парижа, де близько року навчався в Національный школі красних мистецтв у професора Фернана Кормона. У Франції став відомим як Мане-Кац (Mané-Katz).
На початку Першої світової війни Мане-Кац через свій низький зріст не потрапив до Іноземного легіону. Перебрався до Петербурга, вчився у Мстислава Добужинського, співпрацював з єврейськими творчими об'єднаннями. Під час Громадянської війни повернувся до України. Тут, зокрема, у 1918–1919 роках викладав у Харківській академії красних мистецтв. Брав активну участь в угрупованнях авангардного мистецтва.
У 1921 році виїхав до Берліна. Наступного року оселився у Парижі, згодом отримав французьке громадянство. Починаючи з 1923 року, систематично проводилися самостійні виставки Мане-Каца в Парижі та інших містах. У 1927–1928 роках його твори експонувалися в декількох містах України на Всеукраїнській виставці на честь 10-річчя Жовтня. 
На початку Другої світової війни вступив до французької армії, потрапив у полон, але зумів утекти. Дістався до США, у 1940–1945 роках жив у Нью-Йорку. У 1945 році повернувся до Парижа, продовжував творчу й колекціонерську діяльність. Персональні виставки Мане-Каца проводилися у таких містах, як Нью-Йорк, Монреаль, Тель-Авів, Брюссель, Йоганнесбург, Буенос-Айрес, Страсбург, Лондон, Мехіко,  Женева. Художник неодноразово відвідував Ізраїль, де, тяжко захворівши, провів останній рік свого життя.

## Творчість
У творчості Мане-Каца переважають портрети, жанрові сцени, пейзажі, він також експериментував у скульптурі. Значна частина його творів пов'язана з єврейською тематикою: пейзажі Палестини, єврейські типи, сюжети, навіяні юдейською історією та релігією («У чудотворця-рабина» (1934), «Скрипаль» (1945), «Єврей, що молиться» (1947) та інші). Картина «Біля Західної стіни», присвячена відвіданню Єрусалима, була удостоєна золотої медалі на Всесвітній виставці 1937 року в Парижі.
Художник був близький з багатьма майстрами паризької школи першої половини ХХ століття. Працював у спірітуально-реалістичній манері.
Твори Мане-Каца представлені у провідних музеях світу (зокрема, Метрополітен у Нью-Йорку, музей у Люксембурзькому саді в Парижі тощо).

## Музей Мане-Каца

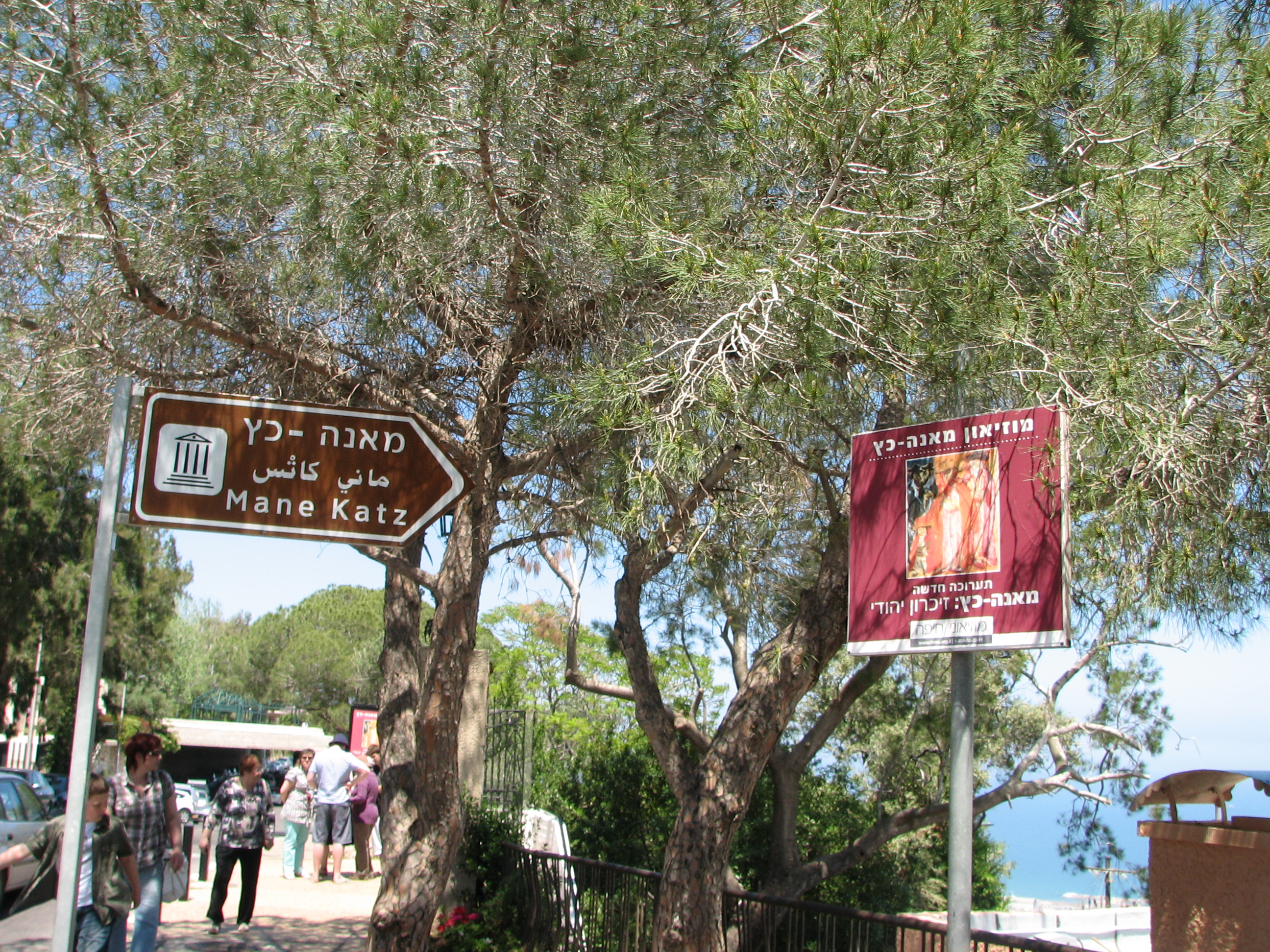
Біля музею Мане-Каца

У 1958 році художник уклав угоду з муніципалітетом міста Хайфа в Ізраїлі про те, що для нього буде збудовано дім і майстерню в обмін на заповіт, за яким Мане-Кац залишить місту свою художню спадщину і колекції. Так було започатковано майбутній Музей Мане-Каца, що офіційно відкрився у 1977 році. Він складається з кількасот власних творів художника та зібраних ним різноманітних предметів образотворчого й ужиткового мистецтва, зокрема юдаїки.